# Skedala säteri
Skedala säteri är en herrgård öster om Halmstad i Snöstorps socken i Halmstads kommun i Halland. Mangårdsbyggnaden är uppförd 1810 i trä.

## Historia
Riksrådet Abraham Brodersen Baad är den först kände ägaren till godset, vilket han innehade mellan åren 1400 till 1410. Han gav Skedala i hemgift till sin dotter Märeta vid hennes gifte med Peder Niklasson tillhörande Forstenaätten. Godset gick ur släktens ägo omkring 1520 då Anne Nielsdatter Rosenkrantz förvärvade egendomen genom köp, viken därefter gick vidare i släktens ägo. Skedala gods var på 1500-talet en betydande egendom med en stor stenbyggnad i tre våningar uppförd med tjocka murar kallat Skedala hus. Under det nordiska sjuårskriget plundrade och brände de svenska trupperna gården. Ruinen efter kvarstod in på 1800-talet.
Godset förvärvades 1629 av Claus Mackabaeus och därefter omkring 1635 av Vibeke Podebusk i släkten Podebusk. Efter att Halland blivit svenskt förvärvade hovrådet Johan Silfverstierna godset 1652. Brita Christina Barnekow, gift med Greve Otto Thott till Skabersjö, lät 1812 riva den gamla ruinen och uppföra den nuvarande herrgårdsbyggnaden i trä. Överstelöjtnanten Florus Jakob Axel Toll förvärvade godset 1826 och därefter passerade det ett flertal ägare. År 1850 bestod gården enbart av tre mantal vilka förvärvades av riksdagsmannen Ivar Lyttkens, vilken egendom han delade i två egendomar kallade Skedala och Nydala. Lyttkens lyfte upp gården ur ett förfall och anlade ett brännvinsbränneri, samt uppodlade en stor del av ängs- och hagmarken. Den totala åkerarealen ökades från 250 tunnland till 1 150, av totalt 3 000 tunnland mark. Därutöver återplanterades skog i stor utsträckning. Vid Lyttkens död 1899 såldes de var för sig och styckades sedan ytterligare.
Ägare av Skedala är 2020 Lars Ingelmark.